# جو آداموف
جو آداموف ( روسی: Иосиф Адамов (Yosif Adamov); زاده ۷ ژانویهٔ ۱۹۲۰ – درگذشته ۱۸ دسامبر ۲۰۰۵) روزنامه‌نگار و مجری صدای روسیه بود. جو آداموف همچنین در سال ۱۹۶۰ مترجم رسمی شوروی در دادگاه فرانسیس گری پاورز در جریان سقوط یک‌هوایی جاسوسی لاکهید یو-۲ بود.

## زندگی‌نامه
در ۷ ژانویهٔ ۱۹۲۰ در باتومی به دنیا آمد. در دوران کودکی را به همراه خانواده اش در انگلستان سپری نمود. از دانشگاه دولتی امور تربیتی مسکو فارغ‌التحصیل شد. آداموف در سال ۱۹۴۲ به عنوان گوینده بخش سرویس خارجی به رادیو مسکو محلق شد. وی بیشتر عمر خویش را در مسکو سپری نمود. در ۱۸ دسامبر ۲۰۰۵ در سن ۸۵ سالگی در مسکو درگذشت.